# ハローマゲドン
ハローマゲドンとは、2002年7月31日にプロデューサーつんく♂により発表されたハロー!プロジェクトの大規模改変のことを指し、ファンの間で呼ばれている呼称である。

## 概要
当時まだモーニング娘。の絶頂期でもあり、2001年まで順調だったユニットのすべてを大幅に変えるというファンが受けた衝撃の大きさを「ハルマゲドン」に例えた言葉でもある。ハロマゲドン（略してハロマゲ）とも呼ばれている。
当初は発表された日付を取って「7・31事件」などとも呼ばれた。

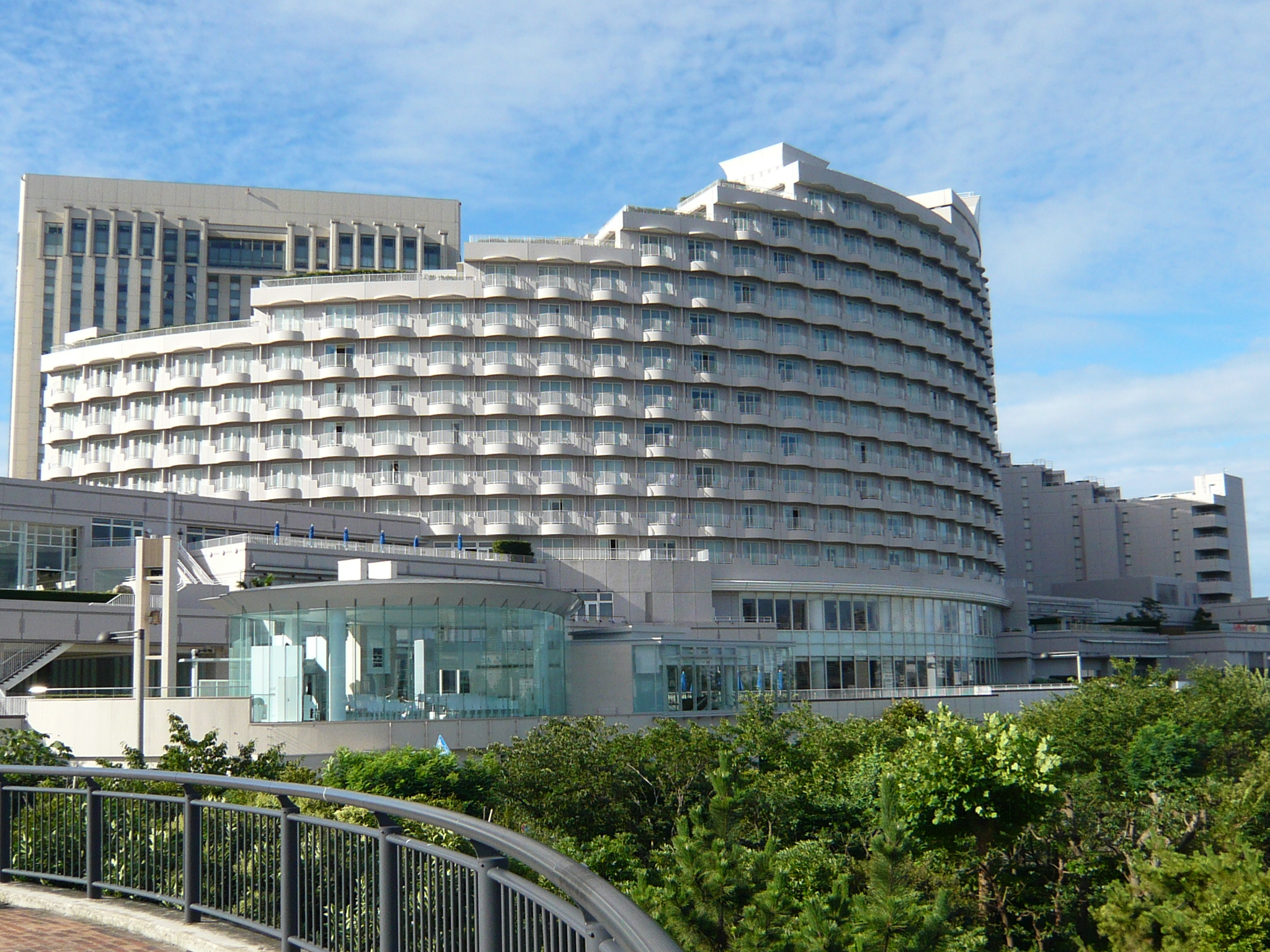
「ハローマゲドン」が発生した日の会見が行われたホテル日航東京

- 2002年7月31日[2]、東京都港区台場のホテル日航東京（現ヒルトン東京お台場）に当時のモーニング娘。とハロー!プロジェクト・キッズ全員及びプロデューサーのつんく♂が出揃い、2003年正月公開の映画「仔犬ダンの物語」「ミニモニ。じゃムービー お菓子な大冒険!」の制作発表記者会見と同時に発表されると共に各種報道機関にも伝えられた。
- 2002年12月2日に発行された別冊宝島702「モーニング娘。バイブル2」で取り上げられた。

## 再編成内容
具体的な改変内容は次の通りだった。
- モーニング娘。のメンバー後藤真希が、2002年9月23日の17歳の誕生日をもって同グループを卒業する。
- モーニング娘。のメンバー保田圭が、2003年春のコンサートをもって同グループを卒業。卒業後は女優として活動する。

半年以上先の卒業を発表することは当時異例だった。また、複数のメンバーの卒業が同時に発表されるのも初めてだった。
- タンポポのメンバーリニューアル版とともに飯田圭織・矢口真里・石川梨華・加護亜依から、モーニング娘。の石川梨華・紺野あさ美・新垣里沙・メロン記念日の柴田あゆみの4人編成となる。
- プッチモニのメンバーリニューアル版とともに、保田圭・後藤真希・吉澤ひとみから、モーニング娘。の吉澤ひとみ・小川麻琴とココナッツ娘。のアヤカの3人編成となる。
- ミニモニ。のメンバーリニューアル版とともに、矢口真里・辻希美・加護亜依・ココナッツ娘。のミカからモーニング娘。の辻希美・加護亜依・高橋愛・ココナッツ娘。のミカの4人編成となる。
- 矢口真里は、新たにハロー!プロジェクト・キッズのメンバー数人とユニットを結成する（後のZYX）。
- タンポポおよびプッチモニのベストアルバムをリリースする。
- 平家みちよがハロー!プロジェクトから卒業する。
- カントリー娘。に石川梨華（モーニング娘。）が2002年末をもって活動終了。翌年夏からカントリー娘。に紺野と藤本と再スタート

当時の報道では「そもそもハロー!プロジェクトとは何?」といった話から説明を始めたところも多く、ハロプロ組織構成の複雑さに各メディアは図解を混ぜて解説したが、一部には小川麻琴などのメンバーの名前などを間違えたり、石川梨華（いしかわりか）と石井リカ（いしいりか）を混同するなどの誤った報道もあった。また、発表当時、小泉内閣の「聖域なき構造改革」になぞらえるメディアもあった。
なお、本来の（狭義の）ハローマゲドンには含まれないが、以下の2点はこの時の発表に時期が近いこと、内容がメンバーのリストラ的な内容であること、発表が突然でありその理由も明らかにされない、ないしは不自然であることなどの共通点があることから、しばしばハローマゲドンに含めて取り上げられる。
- カントリー娘。のりんねのハロー!プロジェクト卒業（2002年10月）
- 石井リカのハロー!プロジェクト卒業（2002年12月）

## ファンからの反発
次のような理由で、当時のファンから反発を受けた。
- 改変後の具体的な活動予定が公式の場で公表されなかったこと。
- プッチモニの改変は、保田圭と後藤真希がモーニング娘。から卒業するため、という理由付けができるが、タンポポとミニモニ。については当時のファンが理解できる理由が見当たらなかったこと。
  - 矢口真里はキッズとのユニットの立ち上げ、矢口と加護亜依はユニット掛け持ちの解消を理由と考えることもできるが、度々タンポポへの思いを口にしていた飯田圭織の卒業理由がはっきりしない。
- 当時のファンに「モーニング娘。内のユニット」と考えられていたタンポポ・プッチモニへの「モーニング娘。以外のハロプロメンバー（メロン記念日の柴田あゆみおよびココナッツ娘。のアヤカ）」の加入（なお、ミニモニ。は以前からモーニング娘。以外のメンバーであるミカが加入しており、この点についての混乱は特になかった）。
- 保田圭と後藤真希のプッチモニ卒業が「モーニング娘。卒業によるプッチモニの卒業」ならば、その後に他グループ所属のアヤカが加入するのは理屈が合わず、2人は「モーニング娘。卒業後もプッチモニには在籍可」ではないかと考えられたこと。
- 歌手になるために高校を中退するなど、歌手指向の非常に強かった保田圭がそれまで一度も語っていない「女優になる」という理由で卒業を表明したことが不自然であると受け取られたこと。

保田の卒業は以前から患っていた扁桃炎に対応するためであったと思われるが、当時明らかにされていなかった。
- 当時のハロー!プロジェクトのメンバーの幾つかの発言から、メンバー自身も十分理解・納得していないように推察されたこと。
  - 毎日放送のラジオ番組「ヤングタウン土曜日」の中で明石家さんまからこの改革について「どうなの?」と聞かれた中澤裕子が「私たちは分かりません。事務所の社長に聞いてください」と語ったこと。
  - ニッポン放送のラジオ番組「矢口真里のallnightnippon SUPER!」での「つんく♂さんは悪くない」の発言。

## 再編成の成果など
あまりにも複雑な改変だったため、ハロプロの組織構成を理解しているファン以外の理解が充分に得られなかった部分が多い。
- タンポポはシングルCDを1枚リリース、プッチモニはオリジナル曲「WOW WOW WOW」をアルバムプッチベスト4に収録した後、それぞれ活動停止状態になった。この結果が期間限定ユニットに影響したという見解もある。

  - この後、ごまっとう（2002年）、後浦なつみ（2004年）、DEF.DIVA（2005年）、GAM（2006年）、モーニング娘。誕生10年記念隊（2007年）、安倍なつみ&矢島舞美（℃-ute）（2008年）、High-King（同）といった人気の高いメンバーによる期間限定ユニットが誕生している。
  - また、ZYX・ROMANS・モーニング娘。さくら組・モーニング娘。おとめ組・あぁ!といった期間限定とはされていないものの、活動期間が短く、CDのリリースが1〜2枚で活動休止状態になるユニットが複数誕生した。
- モーニング娘。卒業後の後藤真希は、ソロ活動が中心になると思われていたが、最初の音楽活動がごまっとう、続いて発売したソロシングルがカバー曲となり、ファンの期待とはやや違った活動となった。
- ZYXはハロー!プロジェクト・キッズを子供に人気のミニモニ。元リーダー矢口真里と組ませることで、キッズを同世代へ浸透させることを狙ったようだが、充分な成果は得られなかった。ZYX、同じくキッズを含むユニットあぁ!はシングルCDをそれぞれ2枚、1枚リリースしたのみ（ともに公式な活動終了の発表はされていない）。
- 既存のモーニング娘。内ユニットへの5期メンバー（高橋愛・小川麻琴・紺野あさ美・新垣里沙）および他のハロプロユニット（メロン記念日・ココナッツ娘。）メンバーの参加はそれらの知名度向上を図ることが目的であったようだが、目立った効果は少なかった。
  - ただし、メロン記念日はこの改変後の2003年にCDシングル「赤いフリージア」がオリコンのシングルチャートで週間10位を記録し、単独コンサートツアーを実現している。
  - ココナッツ娘。は、2002年以降CDシングルを発売していない状態のまま、ミカがハロプロを卒業、そして2008年4月30日のアヤカの事務所移籍に伴い、事実上解散してしまった。
- 2002年後期以降のオリコンのCDの売り上げが大幅に減少した。減少動向は1997年をピークとした音楽業界全体CD売り上げ全体のCD売り上げ減少時期に該当する。前作との比率はCD総生産枚数の2001年（4億8千万枚）から2002年（3億4千万枚）の比率71%の半分以下である。

  - モーニング娘。の16thシングル「ここにいるぜぇ!」の初週売り上げが20万枚を割り込み、2003年から2005年まで10万枚に満たず、さらに29thシングル「SEXY BOY 〜そよ風に寄り添って〜」も5万枚（結成時のデビュー条件売り上げ）に満たなかった。また、5thアルバム「No.5」も初週で前作比40%未満、累計34%に減少した。
  - ミニモニ。の5thシングル「げんき印の大盛りソング/お菓子つくっておっかすぃ〜」（ミニモニ。と高橋愛+4KIDS）が初週で前作比33%未満、累計26%未満に減少した。
- この出来事以降も多数のグループが形成されており（後述）新たな方向性を広げていると評価する意見もある。
- 既に「ハロプロ」という名称は（シャッフルユニットなどで）エンタメ情報に使用されていたが、改変の報道で「ハロー!プロジェクト」という名称を世間にアピールできたことで、「ハロー!プロジェクト」「ハロプロ」が改変前より認知された。その後、ハロプロ主催のオーディションへもつながった。
- 安倍なつみ以降、卒業後のビジョン（ソロ、ユニット活動で早期にアルバムをリリースするなど）を示すようになった。
- 卒業発表が半年以上前になり、モーニング娘。またはハロー!プロジェクトのコンサートの最終日が「卒コン（卒業コンサート）」となり、人気の公演となった。

売り上げの減少など改変による「負」の影響を嘆く意見がある一方、改変以降の視点で「その後のハロプロの状況から見れば、終末的雰囲気のハルマゲドンよりは始まりの意味で、ビッグバン」という意見もある。
総じて、ハロー!プロジェクト全体の転換点の一つと位置付けられている。

## その後の動き
- ハロー!プロジェクト・キッズのBerryz工房・℃-uteへの分化、そして選抜メンバー3人によるBuono!の誕生、さらにハロプロ研修生（旧：ハロプロエッグ）・ハロプロ関西（2008年4月12日に研修を終了してSI☆NAを結成。その後2009年4月1日のハロー!プロジェクト公式サイト全面リニューアルに伴いカテゴリとして復活。）・ともいき・木を植えたい・THE ポッシボー（2007年10月15日にNICE GIRL プロジェクト!へ異動）・音楽ガッタス・アテナ&ロビケロッツ・ハロプロ台湾（アイスクリー娘。・大小姐〈旧：フランシス&愛子〉）・しゅごキャラエッグ!・ガーディアンズ4・スマイレージ（当初の表記は英字で「S/mileage」）など新たなグループや組織が多数誕生している。
- タンポポとプッチモニは、2008年12月10日にメガベストシリーズの一つである「タンポポ／プッチモニ メガベスト」を発売した。
- 2009年6月には、つんく♂によりタンポポ・プッチモニ・ミニモニ。・ZYX・あぁ!・美勇伝が新メンバーで再結成することが発表され、翌7月15日に「チャンプル①〜ハッピーマリッジソングカバー集〜」を発売した。それぞれのメンバーは次の通りである。
  - タンポポ#：亀井絵里・光井愛佳（以上モーニング娘。）・熊井友理奈（Berryz工房）・岡井千聖（℃-ute）
  - プッチモニV：中島早貴・萩原舞（以上℃-ute）・真野恵里菜
  - 新ミニモニ。：リンリン（モーニング娘。）・福田花音・竹内朱莉・宮本佳林（以上ハロプロエッグ）
  - ZYX-α：新垣里沙・久住小春（以上モーニング娘。）・嗣永桃子・徳永千奈美・須藤茉麻（以上Berryz工房）・梅田えりか（℃-ute）・和田彩花・小川紗季（以上ハロプロエッグ）
  - あぁ!：夏焼雅（Berryz工房）・鈴木愛理（℃-ute）・佐保明梨（ハロプロエッグ）
  - 続・美勇伝：道重さゆみ・ジュンジュン（以上モーニング娘。）・菅谷梨沙子（Berryz工房）